# Almirante Latorre (Chile)
Almirante Latorre es una localidad ubicada en la provincia de Elqui, Región de Coquimbo, Chile. Se encuentra a 75 kilómetros al noroeste de la ciudad de La Serena. Se encuentra inserta entre cerros semi-desérticos, alrededor de la estación de ferrocarriles del mismo nombre, de la antigua línea férrea del Longitudinal Norte y que actualmente se encuentra inactiva.

## Historia
Esta localidad se encuentra alejada de las principales vías de transporte del país, y luego del cierre de todos los servicios de la Red Norte de la Empresa de los Ferrocarriles del Estado en junio de 1975, única forma de conexión de la localidad, la estación Almirante Latorre fue suprimida mediante decreto del 6 de noviembre de 1978, desde entonces el pueblo ha perdido habitantes.
El pueblo fue renombrado en honor al marino chileno Juan José Latorre, uno de los principales actores de la guerra del pacífico, que alcanzó el máximo grado de la marina chilena, en su tiempo, de vicealmirante; anteriormente esta localidad era conocida como Pintadas.